# Holger Danski
Holger Danski (francuski: Ogier le Danois, danski: Holger Danske) legendarni je paladin, jedan od 12 viteza Karla Velikoga, koji se pojavljuje u brojnim epskim pjesmama starije francuske književnosti, poput Pjesme o Rolandu, u ulozi sina danskoga kralja Gaufreya. Kao glavni lik pojavljuje se u pjesmi La Chevalerie Ogier (oko 1220.). Pjesma je dio ciklusa Geste de Doon de Mayence koji se bavi bitkama između feudalnih baruna i Karla Velikoga.
Prvi dio pjesme opisuje njegov dvoboj sa Saracenom od kojega dobije mač Cortain, nakon čega pobijedi još jednog Saracena i osvoji konja Broieforta. U kasnijim dijelovima pjesme, Holger postaje pobunjenik i, zatraživši zaštitu kralja Lombardije, krene ratovati protiv Karla Velikoga. Nakon mnogo godina ratovanja, Holger uđe u primirje s Karlom kako bi se za njega borio u obrani od napada Saracena.
Holgerov lik vuče korijene iz Otokara Franačkog (latinski: Autcharius Francus), sljedbenika kralja Karlomana, mlađeg brata Karla Velikog, čije je kraljevstvo Karlo zauzeo nakon bratove smrti. U La Chevalerie Ogier spominje se i legenda o nepovezanom Othgeriusu koji je pokopan u Meauxu, gdje je iskopana glava kipa za kojeg se pretpostavlja da je predstavljao Holgera Danskog. Glava je danas izložena u Musée Bossuet, lokalnom muzeju umjetnosti i povijesti, u Meauxu.
U skandinavskoj predaji isprva je prema staronordijskom prijevodu Sage o Karlu Velikomu (staronordijski: Karlamagnús saga) poznat kao Oddgeir danski. U širu je uporabu, međutim, ušlo ime Holger Danske, a u prijevodu sage iz 16. st. dobio je ime Olaf, sin kralja Gøtrika. U suvremeno doba, Holger Danski smatra se danskim narodnim junakom, simbolom danskog identiteta i domoljublja te protunjemačkog nacionalizma. Priče o njemu, koje uključuju priču H. C. Andersena, zaprimile su motiv uspavanoga junaka, tvrdeći da će se njegov kip u dvorcu Kronborg probuditi i osloboditi Dansku kada joj zaprijeti propast.

## Suvremena predaja
Legenda o Holgeru u dvorcu Kronborg pripada folklornom motivu tipa 1960.2 prema Baughmanovom indeksu. Taj se tip naziva Kyffhäuser prema brdima u Njemačkoj i priči o Fridriku I. Barbarossi, a opisuje lik usnulog kralja u planinama koji će se jednoga dana probuditi i spasiti svoj narod. U njega se osim Holgera i Fridrika svrstavaju i Kralj Artur, Kralj Matijaš, Kraljević Marko te Finn Mac Cool. Prema vodičima dvorca, legenda navodi kako je Holger u dvorac došao prehodavši put do Danske od svojih posljednjih bitaka u Francuskoj. Taj je narativ populariziran objavom kratke priče H. C. Andersena 1845. godine.
Opera „Holger Danski” iz 1789. godine, koju je skladao Friedrich Kunzen i napisao Jens Baggesen, imala je velik utjecaj na danski nacionalizam krajem 18. stoljeća. Uzburkala je i „Svađu o Holgeru” u književnim krugovima, jasno time ističući rastuće nezadovoljstvo Danaca s utjecajem njemačke kulture na dansko društvo. Danski spisatelj Peter Andreas Heiberg doprinio je svađi objavom satirične verzije opere, nazvane „Holger Njemački”, ismijavajući Baggesenov tekst.
Tijekom njemačke okupacije Danske, domoljubna izvedba Kunzenove opere u Kopenhagenu postala je manifestacija danskog osjećaja nacionalne pripadnosti i protivljenja okupaciji. Prema Holgeru je nazvana i najveća skupina u danskom pokretu otpora Trećem Reichu.
Skulpturu Holgera koja se danas nalazi u dvorcu isprva je od kipara Hansa Pedera Pedersen-Dana naručio Hotel Marienlyst u Helsingøru. Kip je bio brončan i stajao je ispred hotela do 2013. godine, kada je prodan i premješten u grad Skjern. Gipsani original, na kojem je brončani kip bio temeljen, postavljen je u kazamat dvorca Kronborg, gdje je postao popularna turistička atrakcija. Godine 1985. gipsani kip je zamijenjen betonskom kopijom.

## Pojava u djelima

### Francuska književnost
- Pjesma o Rolandu, oko 1060.
- Povijest Karla Velikog (lat. Historia Caroli Magni), 12. st.
- La Chevalerie Ogier (de Danemarche), Raimbert de Paris, oko 1220.
- Chronique rimée, Philippe Mouskes, oko 1243.
- Enfances Ogier, Adenet le Roi, oko 1270.
- Charlemagne, Girart d'Amiens, oko 1300.
- Ly Myreur des Histors, Jean d'Outremeuse, 14. st.
- Roman d'Ogier, 14. st.
- Ogier le Danois, 15. st.

### Skandinavska književnost
- Kratka priča o Oddgeiru Danskomu (staronord. Oddgeirs þáttr danska) u Sagi o Karlu Velikomu, oko 1240.
- Kronika Olgera Danskog (dan. Olger Danskes krønike), Kristiern Pedersen, 1534.
- Holger Danske, opera, Friedrich Ludwig Æmilius Kunzen i Jens Baggesen, 1789.
- Holger Njemački (dan. Holger Tyske), Peter Andreas Heiberg, 18. st.
- Holger Danske, epska pjesma, Bernhard Severin Ingemann, 1837.
- Holger Danski, Hans Christian Andersen, 1845.
- Holger Danski i Burmand u Danmarks gamle Folkeviser (dosl. „Stare narodne priče Danske”), oko 1850.
- Proklinjem rijeku vremena (nor. Jeg forbanner tidens elv), Per Petterson, 2008.

### Engleska književnost
- The Land, Rudyard Kipling, 1916.
- Tri srca i tri lava (eng. Three Hearts and Three Lions), Poul Anderson, 1961.